# Kamil Henner (lékař)
Kamil Henner (30. března 1895 Praha – 26. srpna 1967 tamtéž) byl český lékař a vysokoškolský pedagog, zakladatel moderní neurologie v Československu.

## Život
Narodil se 30. března 1895 v Praze do právnické rodiny. Jeho otec Kamil Henner byl profesorem církevního práva, a synovi byla také původně předurčena právnická dráha. I jeho předci byli právníky po několik generací. Sestrou Kamila Hennera byla spisovatelka Marie Pujmanová.
Po maturitě se rozhodl, po vzoru svých spolužáků, že začne se studiem medicíny. Studoval na klasickém gymnáziu v Křemencově ulici, kde k jeho spolužákům patřili pozdější lékaři: psychiatr Vondráček, bakteriolog Feierabend a stomatolog Neuwirth.
Jeho studium probíhalo výtečně, měl výbornou ze všech zkoušek, takže promoval „sub auspiciis“ s přednáškou, hudbou a s dárkem od prezidenta republiky, od kterého získal zlaté hodinky. Musel na ni však čekat dlouho, až do roku 1921.
Od počátku měl K. Henner největší zájem o neurologii, ve které však nebyly v té době poměry jednoduché. Neurologie vznikla v Evropě tehdy buď z interního lékařství, to ve většině zemí, nebo z psychiatrie, a to pouze v německy mluvících oblastech. Henner nastoupil na I. interní kliniku profesora Ladislava Syllaby, na níž vydržel až do roku 1931. Zde se začal zabývat neurologií, jako například poznáváním a léčením nádorů a zánětů mozku. Vytvořil podrobný chorobopis. Stal se docentem a krátce na to i profesorem neurologie.
V roce 1937, kdy odešel profesor Ladislav Haškovec do důchodu, převzal po něm K. Henner kliniku. Po 2. světové válce, v roce 1945, jemu a jeho žákům byla svěřena velká část původní německé neurologicko-psychiatrické kliniky (jako česká neurologická klinika). V té době se ocitla československá neurologie na příkrém vzestupu. Všude po Československu vznikala po jejím vzoru v nemocnicích samostatná neurologická oddělení, na lékařských fakultách neurologické kliniky. V tomto oboru tak došlo ke značnému pokroku. O to se zasloužil především on sám, později i jeho žáci.
Jeho dílo čítá na pět set originálních vědeckých prací, z toho řadu monografií. Jeho největší přínos je v oblasti epilepsií, kde značně přispěl i k léčbě a k vypracování životosprávy, dále i v oblasti roztroušené sklerózy mozkomíšní (dost časté onemocnění bílé hmoty mozkové) a v mnohých jiných. Ke konci života vydal také rozsáhlou učebnici neurologie.

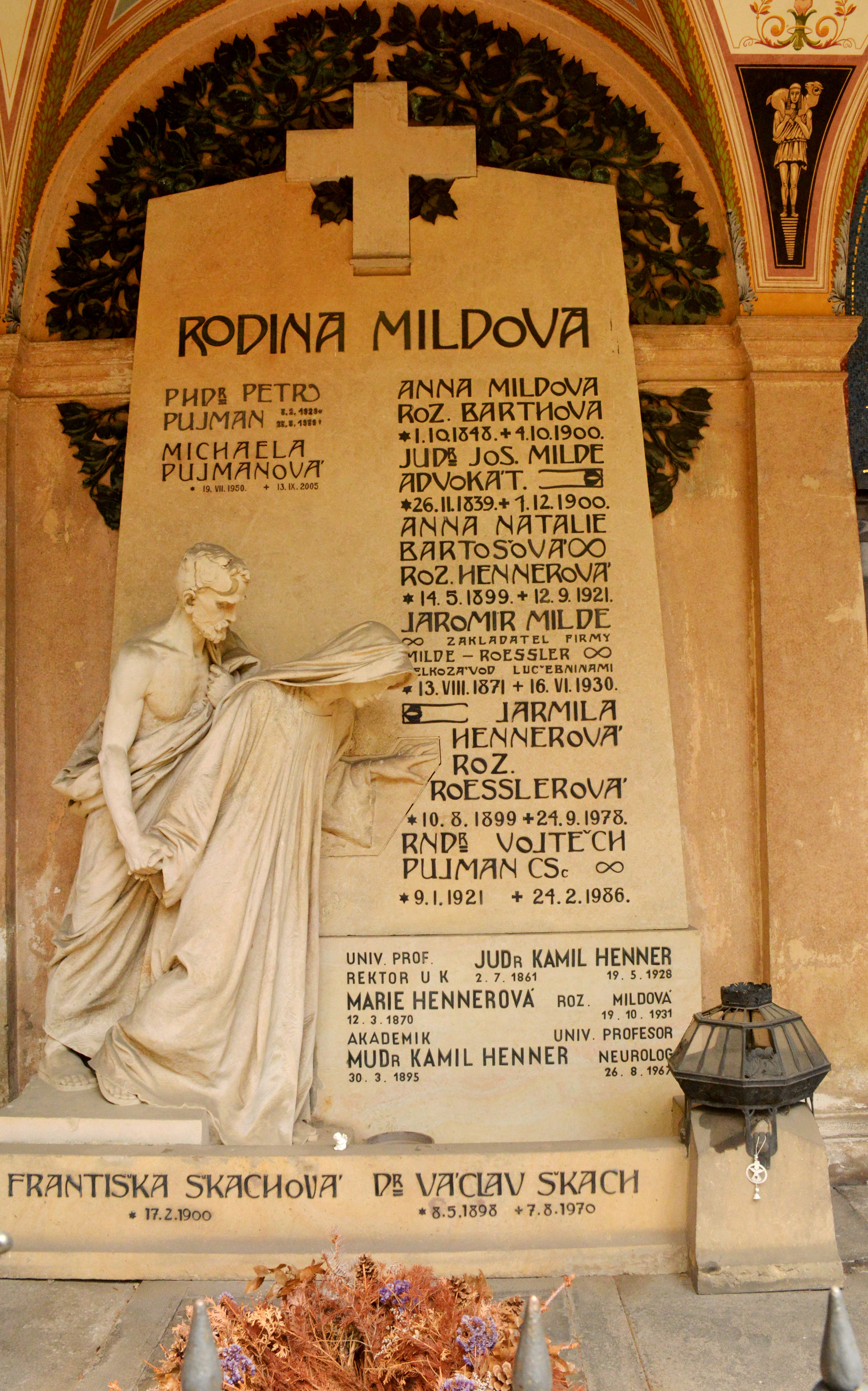
Rodinná hrobka na Vyšehradském hřbitově v Praze

Zemřel 26. srpna 1967 na krvácení z aorty a v tento den konají jeho nejstarší žáci pouť na Vyšehradský hřbitov, kde kladou květiny na rodinnou hrobku rodiny Hennerovy.